# Ludeke Nyestadt

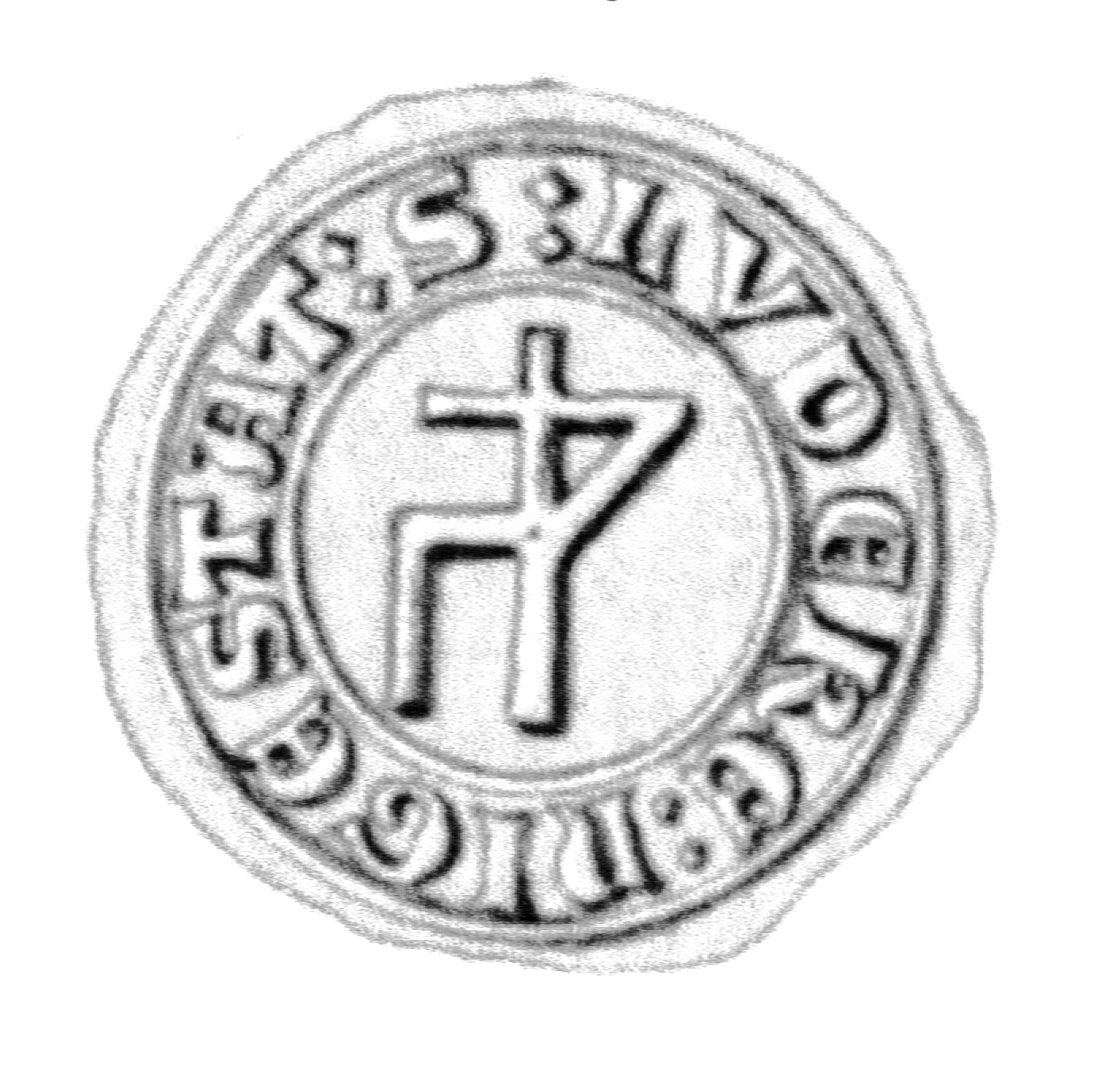
Siegel des Ludeke Nyestadt mit seiner Hausmarke um 1412

Ludeke Nyestadt († vor 1427) war Ratsherr der Hansestadt Lübeck.

## Leben
Der Kaufmann Ludeke Nyestadt gehörte der Korporation der Gewandschneider in Lübeck an. In der Zeit der bürgerlichen Unruhen zu Beginn des 15. Jahrhunderts wurde er Mitglied des Bürgerausschusses der 60er. Nach Vertreibung des Alten Rates aus der Stadt (1408) gehörte er dem Neuen Rat 1411 und 1412 an. In Testamenten Lübecker Bürger wird er mehrfach als Urkundszeuge und als Vormund aufgeführt. 1412 war er Vorsteher der St.-Jürgen-Kapelle. 1418 verkaufte er ein landwirtschaftliches Grundstück in Paddelügge an seinen Sohn. Er bewohnte das Haus Sandstraße 20 in Lübeck. Sein Urenkel Johann Nyestadt wurde ebenfalls Ratsherr in Lübeck.